# Суднобудівний завод імені Андре Марті
Суднобудівний завод імені Андре Марті — суднобудівний завод в Санкт-Петербурзі. Існував на базі Адміралтейства в 1914—1936 роках.
7 вересня 1922 року завод було перейменовано на честь французького комуніста Андре Марті — як «відділ імені Андре Марті Балтійського заводу».
Через малу кількістьсть працівників (245 осіб) 5 червня 1923 року влада приймає рішення законсервувати завод. 13 січня 1926 року завод відновлює свою діяльність із будівництва морських барж.
В 1937 році заводу дають назву Завод «№ 194».

## Директори заводу
- А. М. Морозов 1926—1928
- П. З. Старущенко 1928—1931
- А. В. Білов 1931—1932
- В. Н. Сушунов 1932—1937
- А. К. Плакіда 1937—1938
- Н. Г. Барабанов 1938—1941
- В. Н. Лебедєв 1941—1942
- Н. Я. Оленніков 1942—1944
- П. П. Перовський 1944—1948
- В. М. Орешкін 1948—1952
- Б. Е. Клопотов 1952—1964